# Régie autonome des transports parisiens
Régie Autonome des Transports Parisiens (RATP) és una empresa pública designada per l'autoritat de transports de París, actualment Syndicat des transports d'Île-de-France (STIF), per a la gestió del metro de París i altres transports urbans de París i els seus suburbis: bus, tramvia, i una part de les línies A i B de RER.
Aquest operador es va crear l'1 de gener de 1949, en substitució de Compagnie du chemin de fer métropolitain de Paris (CMP) i Société des transports en commun de la région parisienne (STCRP), per gestionar tots els mitjans de transport subeterranis i de superfície de París i suburbis, que eren servides per empreses privades fins al 1944.